# Kongo na Letnich Igrzyskach Olimpijskich 1964
Kongo na Letnich Igrzyskach Olimpijskich 1964 reprezentowało 2 zawodników (wszyscy mężczyźni). Nie zdobyli oni żadnego medalu na tych igrzyskach.

## Skład kadry

### Lekkoatletyka
Mężczyźni
- Léon Yombe - bieg na 100 m - odpadł w eliminacjach z czasem 10.8 s.
- Henri Elendé - skok wzwyż - zajął 20. miejsce